# Sant Pere del Romaní
Sant Pere del Romaní, o Sant Pere Romaní, és una ermita romànica declarada bé cultural d'interès nacional, situada al terme de Molins de Rei, prop del poble, al vessant oest de la Serra de Collserola. Fou construïda el segle xi, es té constància de la seva existència l'any 1001 essent part de la parròquia de Santa Creu d'Olorda. L'edificació principal data del segle xii i ha estat modificada en diverses ocasions La capella és edificada sobre un dels turons del voltant de la muntanya d'Olorda a uns 100 metres d'alçada. Els camins per anar a l'ermita són poc visibles: des de Molins de Rei es pot accedir seguint un corriol que trobem a final del carrer de la Riera de Bonet. Una altra possibilitat és la de seguir l'anomenat Camí de Can Capellans (localitzat al km. 609,100 de la carretera nacional II).

## Arquitectura
La capella és un petit edifici d'una sola nau rectangular amb absis semicircular sense arcuacions, de capçalera, i la porta orientada cap a l'oest. Vers el segle xvi es va construir una torre de guaita o de senyals adossada al lateral dret, anomenada Torre de Sant Pere Romaní, i un mas anomenat Mas Moriscot, construït al seu voltant. El 1949 l'ermita i la torre van ser declarats com a Bé Cultural d'Interès Nacional.
El mas, fou enderrocat a principis del segle xx i la torre, continua al costat de l'ermita. A la segona meitat del segle xx, s'hi van fer algunes obres de conservació no gaire afortunades.

### Ermita
L'ermita d'estil romànic presenta indicis d'un possible origen preromànic. Encarada est-oest, és d'una sola nau i amb absis al cantó est. Les parets són de maçoneria, amb pedra i morter d'un gruix d'un metre i carreus de mida diversa a les cantonades
L'absis presenta la mateixa estructura de maçoneria, amb parets exteriors llises i una finestreta d'esqueixada doble al centre. No està lligat al cos de l'ermita. La pavimentació, molt malmesa, és a base de rajoles de ceràmica d'època recent. En el presbiteri hi ha una petita elevació pavimentada igual. El terra possiblement fou rebaixat uns 60 cm, ja que es veu la roca natural retallada i un recalç perimetral de trossos de totxo i pedra.
El sostre és de volta de canó, amb senyals de les canyes utilitzades en el procés de construcció.

### Torre
Adossada al mur de migdia de l'església hi ha una antiga torre de guaita, de planta quadrada semiromboïdal, parets de 55 cm de gruix i uns 12 m d'alçada. Segurament és del segle xvi, època en què l'ermita va ésser envoltada de diverses construccions que configuren l'anomenat Mas Moriscot.
La torre fou modificada a mitjan segle xix per entrar a formar part de la línia militar de telegrafia òptica de Barcelona a Lleida, que funcionà entre 1848 a 1862. Aquesta línia s'iniciava al castell de Montjuïc. La torre de Sant Pere Romaní era precedida per la torre de Sant Pere Màrtir i a continuació hi havia la torre de Castellbisbal.

## Història
El lloc on s'alça apareix nomenat en textos del segle x fins al xiii amb el topònim de Dudisme (o Duodecimo), dit nom sembla referit a un punt de la via cap a Barcelona que en distava 12 milles, tot i que aquest sembla referir-se inicialment a un ampli territori.
L'any 1001 és citat un oratori a Dudisme, el qual és identificat amb la capella. Aquest és una donació que fan el prevere Baldofred i la dona Chillio a Sant Pere de Roma, tot reservant-se l'usdefruit per a ells i els seus descendents, sols amb l'obligació de pagar cinc sous a l'any a la Santa Seu. El 1032 la capella apareix citada ja amb la seva advocació (Sant Pere) en el jurament d'un testament.
El 1038 és documentada la forma Romaniras, a partir segle xv la de Romaniar i el 1590 l'actual Sant Pere de Romaní. Dites formes indiquen que, tot i la vinculació amb l'espècie vegetal, el nom és relacionat amb la vinculació de la capella a Sant Pere de Roma.
La capellà depengué de la parròquia de Santa Creu d'Olorda fins a l'any 1984

## Nota
1. ↑   Mossèn Josep Mas, a "Notes històriques del bisbat de Barcelona" identifica amb la capella de Sant Pere de Romaní el topònim "Sancti Petri de Duzisine" (o Duzisme) que apareix esmentat l'any 1162 al "Cartulari de Sant Cugat del Vallès".[1]